# Urola (Álava)
Urola es un despoblado que actualmente forma parte  de la localidad de Narvaja, del concejo de Narvaja, que está situado en el municipio de San Millán, en la provincia de Álava, País Vasco (España).

## Historia
Documentado en el diccionario Madoz,  como parte integrante de Narvaja. Se desconoce cuándo se despobló.